# Gérard Bialestowski
Gérard Bialestowski (Paris, 13 avril 1946 - 19 juin 2007) est un poète et écrivain français, auteur de littérature d'enfance et de jeunesse.

## Biographie
Né à Paris, il passe son enfance à Ménilmontant puis vit en banlieue. Il se passionne pour des poètes comme Eugène Pottier.
À sa mort, son confrère Yves Pinguilly lui rend hommage sur son site.

## Œuvres
- P'tit Jo vole, Casterman, 1981.
- Des outils sur le chemin en Mâconnais, Pirot, 1984.
- Victor et le corbeau-roi, Casterman, 1984.
- La Vélocomotive, Ma Première amitié, 1986.
- Méli-mélodrame, Bibliothèque de l'amitié, 1986.
- Slow Food, éditions du Fourneau, 1988.
- Le Prince du château fou, Rageot, 1992.
- La Fortune de Jonas, Epigones, 1993
- Pour une poignée de cailloux, Bordas, collection Aux quatre coins du temps, 1993.
- La Taupe et la Taupe, Albin Michel, 1996.
- J'aime pas la nature, illustré par Michel Riu[4], Rageot, 1997.
- Les Poètes et le Clown, Motus, 1997.
- Jungle Blues, Albin Michel, collection Zéphyr, 1998.
- L'Avocat borgne, Le Fourneau, 1999.
- Des nouvelles des arbres, vingt-six cahiers (dont L'Orme, enrichi d'une gravure sur bois de José San Martin), Christian Laucou, 1999-2004.
- La pieuvre bricole et autres poèmes, Milan poche cadet, 2000[5].
- Au bout de mon râteau, Albin Michel, 2002.
- Ma langue au tigre, avec Clément Oubrerie, Albin Michel, 2002.
- Trois poètes vous invitent au cirque, avec Jacques Bussy et Jean-Hugues Malineau, L'école des loisirs, 2002.
- Rumimine prend l'air, illustré par Antoine Guilloppé, Le Baron perché, 2005.

## Pour approfondir